# Umbellula durissima
Umbellula durissima är en korallart som beskrevs av Rudolf Albert von Kölliker 1880. Umbellula durissima ingår i släktet Umbellula och familjen Umbellulidae. Inga underarter finns listade i Catalogue of Life.